# Saiwa Swamps Nationalpark
Saiwa Swamps Nationalpark er  den arealmæssigt mindste nationalpark i Kenya på kun 3 km². Parken blev oprettet i 1974, for at beskytte den sjældne antilopeart Sitatunga (Tragelaphus spekeii). Den ligger i et sumpområde der får vand fra Saiwafloden.
Nærmeste by er Kitale, 22 kilometer fra indgangen til parken, der administreres og overvåges af Kenya Wildlife Services.

## Eksterne kilder og henvisninger
1. ↑  "Kenya Wildlife Services". Arkiveret fra originalen 28. oktober 2011. Hentet 5. november 2011.

- KWS om nationalparken. Arkiveret 27. september 2008 hos  Wayback Machine

1°6′N 35°7′Ø / 1.100°N 35.117°Ø